# Белл, Мэри
Мэ́ри Фло́ра Белл (англ. Mary Flora Bell; 26 мая 1957 года, Корбридж, Нортамберленд, Великобритания) — малолетняя британская убийца, которая в декабре 1968 года была осуждена за убийство 4-летнего Мартина Брауна (убит 25 мая) и 3-летнего Брайана Хоу (убит 31 июля при содействии подруги-однофамилицы — Нормы Белл 13 лет). Белл была освобождена в 1980 году и с тех пор живёт под другим именем.

## До убийств
Мэри Белл по прозвищу Мэй жила со своей матерью Бетти Маккрикетт на улице Уайтхаус-роуд в Скотсвуде, экономически депрессивном районе Ньюкасла. До 1960-х годов многие районы Ньюкасла, в том числе и сам Скотсвуд, были застроены таунхаусами — построенными в XIX веке для рабочего класса кирпичными двухэтажными коттеджами (у большинства из них уборные располагались на задних дворах). В 1960-х эти таунхаусы начали сносить, чтобы освободить место для современных жилых домов, из-за чего местные дети часто играли в тех домах, которые были расселены, но не снесены, либо же играли на образовавшихся после сноса домов пустырях. 
Бетти была проституткой, и на момент рождения Мэри ей было всего 17 лет. Мэри была её вторым ребёнком. Биологический отец остался неизвестным. Сама Мэри долгое время считала, что это был Билли Белл — преступник, позже осуждённый за вооружённое ограбление, однако специальное расследование показало, что Белл женился на Бетти уже после того, как родилась Мэри. 
Бетти с детства имела психические отклонения — например, в течение долгих лет отказывалась есть с семьёй, если только ей не ставили еду в уголок под кресло. Бетти занималась проституцией и часто отсутствовала дома, работая в Глазго. Помимо Мэри, у неё было ещё три ребёнка. Мэри была нежеланным ребёнком, и до её рождения Бетти предприняла неудачную попытку отравиться таблетками. Тётя Мэри, Иза Маккрикет, свидетельствовала на суде, что в раннем детстве Мэри неоднократно получала травмы от бытовых несчастных случаев, когда оставалась наедине с матерью, что навело родственников на мысли, что Бетти пыталась убить дочь, причём стараясь сделать это так, чтобы смерть Мэри показалась несчастным случаем (один раз, примерно в 1960 году, Бетти просто выкинула дочь из окна первого этажа). Один независимый свидетель признался, что видел, как Бетти давала дочери таблетки снотворного под видом конфет. В другой раз, когда Мэри ещё была младенцем, Бетти продала её психически неуравновешенной женщине, которая не могла иметь собственных детей. Другая сестра Бетти, Кэтрин, лично обегала весь Ньюкасл, пока не нашла племянницу и не вернула её домой. В то же время Бетти по неизвестным причинам отвечала категорическим отказом на просьбы родственников отдать Мэри под их опеку. Сама же Мэри во время допросов рассказала, что неоднократно подвергалась сексуальному насилию, потому что Бетти заставляла её участвовать в половых актах с мужчинами с четырёх лет. 
На момент описываемых событий Мэри училась в школе Делаваль-Роуд. Мэри нападала на других детей (как на девочек, так и на мальчиков, которых она пыталась задушить), совершала акты вандализма и неоднократно проявляла признаки тревожного поведения, включая внезапные перепады настроения или хроническое недержание мочи во время сна. Один из одноклассников Мэри позже засвидетельствовал, что к тому моменту они все уже привыкли к непредсказуемому поведению Мэри вплоть до того, что они только по одной её моторике научились определять, что Мэри намеревается на кого-нибудь из них наброситься. Из-за этого другие дети очень неохотно играли с Мэри, и единственным, с кем у неё были дружеские отношения, была 13-летняя дочь их соседки Норма Джойс Белл (1955—1989) — девочки были однофамильцами, никакого родства между ними не было.

## Убийства

### Мартин Браун
25 мая 1968 года (за день до своего 11-летия) Мэри задушила четырёхлетнего Мартина Брауна в спальне на верхнем этаже заброшенного дома, расположенного по адресу Сент-Маргарет-роуд, 85. Считается, что Норма в этом не участвовала и рядом даже не присутствовала. Тело Брауна было обнаружено тремя детьми примерно в 3:30 вечера. Он лежал на спине, вытянув руки над головой. Кроме пятен крови и пены вокруг рта, на его теле не было видно никаких следов насилия. Вскоре на место происшествия прибыл местный рабочий по имени Джон Холл, который попытался реанимировать ребёнка, но безрезультатно. Именно в тот момент, когда он был этим занят, в спальню вошли Мэри с Нормой, но их быстро выгнали из дома; тогда они вдвоём постучались в дом тёти Мартина, Риты Финлей, и сообщили ей: «С одним из детей вашей сестры только что произошёл несчастный случай. Мы думаем, что это Мартин, но не уверены, потому что он весь в крови». На следующий день доктор Бернард Найт провёл вскрытие тела мальчика, но не смог обнаружить никаких признаков насилия на теле ребёнка и, следовательно, не смог определить причину его смерти (единственное, что ему удалось, это опровергнуть изначальную теорию полиции, что Браун умер от отравления). 7 июня того же года следствие вынесло по делу открытый вердикт.
26 мая (в день 11-летия Мэри) Мэри и Норма пробрались в детский сад в Вудленд-Кресенте (они проникли через шиферную крышу, сорвав черепицу) и разгромили его — порвали книги, перевернули столы и размазали повсюду чернила и плакатные краски. Уходя, они оставили за собой четыре различных надписи странного содержания с грамматически ошибками: «I murder SO That I may come back» (Я убиваю, чтобы вернуться), «WE did murder martain brown fuckof you bastard» (Мы убили Мартина (имя было написано неправильно) Брауна, от...бись, ублюдок), «Fuch off we murder. Watch out Fanny and Faggot» (От...битесь, мы убиваем. Берегитесь задницы и п...дика) и «You are mice Y Becurse we murdered Martain Go Brown you Bete Look out THERE are Murders about By Fanny and auld Faggot you Screws» (это надпись была самой бессвязной, поэтому приблизительный её перевод — Вы есть мыши, потому что мы убили Мартина (имя снова было написано с ошибкой) Брауна. Вы должны быть осторожны, там убийства, совершённые задницей и старым п...диком, которого вы до...бываетесь). Полиция сочла этот инцидент безвкусным детским хулиганством. 
Два дня спустя, 29 мая, в день, когда Мартина Брауна должны были похоронить, Мэри и Норма пришли к его матери Джун, прося о встрече с Мартином. Когда Джун Браун ответила, что они не могут увидеть её сына, потому что он умер, Мэри ответила: «О, я знаю, что он мёртв; я хочу посмотреть на него в гробу».

### Брайан Хоу
Последний раз родители трёхлетнего Брайана Хоу видели его днём 31 июля 1968 года на улице возле их дома, где он играл с братьями и сёстрами, в том числе с Мэри и Нормой. Когда он не вернулся домой позже в тот же день, обеспокоенные родственники и соседи безуспешно обыскали улицы. В 11:10 вечера поисковая группа обнаружила тело Брайана между двумя большими бетонными блоками на пустыре недалеко от железнодорожной линии. Первый полицейский, прибывший на место происшествия, заметил, что тело пытались спрятать, набросав сверху пучки травы и вырванные сорняки. На губах ребёнка был заметен цианоз, а на шее — несколько синяков и царапин. Рядом лежала пара сломанных ножниц. Позже во время детального осмотра было установлено, что мальчик аналогично умер от удушья (убийца одной рукой держал его за горло, а другой зажал нос), и что смерть наступила за 7 часов до обнаружения. Перед смертью ребёнку были нанесены многочисленные колотые раны на ногах, с головы были срезаны пряди волос, его гениталии были частично изуродованы, и была предпринята грубая попытка вырезать заглавную букву М на его животе. На одежде и обуви Брайана были обнаружены многочисленные серые и тёмно-бордовые волокна от одежды. Поскольку они не совпадали ни с какой одеждой из его дома, то было решено, что эти волокна были с одежды убийцы. 
На основании анализа ран следователи смогли установить, что убийца не обладал большой физической силой, а значит, и не был взрослым.
Брайан Хоу был похоронен на местном кладбище 7 августа 1968 года. В церемонии приняли участие более 200 человек. Детектив-инспектор Джеймс Добсон (который в тот же день арестовал девочек) позже засвидетельствовал, что видел, как Мэри Белл стояла возле дома Хоу, когда выносили гроб: с его слов, Мэри смеялась.

## Расследование
Обнаружение тела Брайана Хоу спровоцировало крупномасштабный розыск. К расследованию было привлечено более ста детективов со всего Нортумберленда, и ко 2 августа было допрошено более 1200 детей. Норму и Мэри допросили 1 августа. На допросе Норма демонстрировала взволнованность, в то время как Мэри была внимательна, но молчалива. Хотя обе девочки были уклончивы и противоречивы в своих первоначальных показаниях, они свободно признались, что играли с Брайаном в день его смерти, но отрицали, что видели его во второй половине дня.
На следующий день Мэри снова допросили, и она рассказала, что 31 июля видела, как один местный восьмилетний мальчик играл с Брайаном и несколько раз ударил его. Кроме того, она заявила, что также помнит, что этот мальчик был покрыт травой и сорняками, как будто он катался по полю, и что у него при себе была маленькая пара ножниц. Затем Мэри сообщила, что как-то видела, как этот мальчик пытался отрезать этими ножницами кошке хвост, но потерпел неудачу, потому что ножницы были сломаны. 
Как только старший детектив-инспектор Джеймс Добсон ознакомился с показаниями Мэри, то сразу же пришёл к выводу, что Мэри, возможно, и есть убийца: 8-летний мальчик, про которого рассказывала Мэри, был быстро допрошен, и у него обнаружилось крепкое алиби на 31 июля, а про наличие сломанных ножниц на месте убийства было известно только полиции.
7 августа 1968 года в 8 часов вечера обеим девочкам было предъявлено обвинение в убийстве Брайана Хоу. Если Мэри восприняла его спокойно, то Норма разрыдалась. В присутствии независимого свидетеля Мэри подготовила письменное заявление, в котором заявила, что присутствовала при убийстве Брайана Хоу, но настаивала на том, что убийство было совершено Нормой. В то же время она призналась в заявлении, что это они с Нормой разгромили детский сад в Вудленд-Кресенте.

## Суд и заключение
В период следствия девочки прошли психологическое освидетельствование. Результаты обследования показали следующее: Норма была интеллектуально отсталой, но в то же время демонстрировала покорность и в целом была легка на эмоции; Мэри же демонстрировала хитрую изворотливость и проявляла угрюмую замкнутость в качестве защитного механизма. Четыре психиатра, обследовавшие Мэри, пришли к выводу, что она страдает не психическим, а психопатическим расстройством личности. В своём официальном отчёте, составленном для Генерального прокурора, доктор Дэвид Уэстбери пришёл к выводу, что всё поведение Мэри ограничивается лишь автоматическим отрицанием, заискиванием, манипулированием, жалобами, издевательствами и насилием. Детский психиатр Иэн Фрейзер в свою очередь засвидетельствовал, что умственный возраст Нормы тянет от силы на восемь лет и десять месяцев и что, хотя её способность отличать добро от зла была ограниченной, она в то же время была способна оценить преступность того, в чём её обвиняли.
Судебный процесс над Мэри и Нормой начался в Ньюкасле 5 декабря 1968 года. Обе девочки предстали перед судьёй Ральфом Кьюсаком и не признали себя виновными по предъявленным обвинениям. Мэри защищал королевский адвокат Харви Робсон, Норму — королевский адвокат Р. П. Смит. Их обращение к Кьюсаку принять во внимание юный возраст девочек и сделать суд закрытым и анонимным было встречено отказом, поэтому с первых же дней судебного процесса в прессе была обнародованы все личные данные Мэри и Нормы, их фотографии, девочек не запрещалось фотографировать во время суда, а их родственники сидели в непосредственной близости от них.  
17 декабря 1968 года в Ньюкаслской Выездной сессии суда присяжных Норма Белл была оправдана, а Мэри Белл — осуждена за два непредумышленных убийства со смягчающим обстоятельством по причине ограниченной ответственности. Таким обстоятельством стал диагноз назначенных судом психиатров — психопатическое отклонение, симптомами которого являются отсутствие раскаяния за совершённые поступки и неспособность планировать их последствия. На суде Мэри заявила, что убивала «только ради удовольствия, получаемого от убийства».
В итоге Мэри была приговорена к заключению «по усмотрению Её Величества» — бессрочному заключению с возможностью освобождения, когда власти решат, что она не представляет опасности для общества.
До суда Мэри поочерёдно находилась в следственных изоляторах Дарема и Южного Норвуда. После суда поначалу содержалась в рэд-бэнкском спецприюте для асоциальных детей в графстве Мерсисайд (через 25 лет в этот приют был заключён Джон Венеблс — один из убийц 2-летнего Джеймса Балджера), где была центром большого внимания британской прессы и даже немецкого журнала «Stern». Бетти довольно часто давала интервью о дочери и даже показывала журналистам письма, которые, по её словам, написала Мэри. Хотя данное учреждение было рассчитано на детей обоих полов, Мэри на момент поступления туда была единственной там девочкой. Позже она утверждала, что, когда ей было 13 лет, её там изнасиловали несколько других заключённых и один из сотрудников. 
В рэд-бэнкском спецприюте Мэри пробыла до ноября 1973 года, после чего её, в связи с достижением 16 лет, перевели в стайловскую тюрьму Её Величества в Чешире. Мэри была категорически против перевода и безуспешно подавала прошения на УДО.  
Когда Мэри исполнилось 18 лет, то в июне 1976 года её переправили в тюрьму с минимальным надзором Мур-Корт, где она прошла курсы секретарей. Пятнадцать месяцев спустя, в сентябре 1977 года, Мэри и другая заключённая Аннет Прист сбежали оттуда. Последующие несколько дней обе провели в компании двух молодых людей в Блэкпуле, ночуя в различных местных отелях, где Мэри пользовалась псевдонимом Мэри Робинсон, после чего Прист и Белл разбежались. Аннет отправилась в Лидс, а Мэри вместе с одним из парней Клайвом Ширтклиффом — к нему домой в графство Дербишир, где и была задержана 13 сентября. К тому моменту она в попытке замаскироваться перекрасилась в блондинку. В тот же вечер её вернули в тюрьму, где она на 28 дней лишилась всех привилегий (Аннет Прист была задержана спустя несколько дней).   
Какое-то время Белл жила в женском арестантском доме Камберлоу-Лодж в Южном Норвуде.

## Освобождение и дальнейшая жизнь
Последним местом заключения Белл стала тюрьма открытого типа Аскэм-Грейндж в Норт-Йоркшире, куда её перевели в июне 1979 года с целью подготовить к возвращению в общество (находясь там, Мэри поработала секретарём и официанткой в кафе при Йоркском соборе), и откуда 23-летняя Мэри была освобождена в мае 1980 года после 12 лет заключения. Чтобы она могла начать жизнь с чистого листа, ей были выданы документы на новое имя, а также предоставлена полная анонимность. 
Спустя несколько лет, 25 мая 1984 года, у неё родилась дочь, которая долгое время ничего не знала о прошлом своей матери. Однако в 1998 году место жительства Белл было обнаружено репортёрами в Суссексе (где она поселилась за 18 месяцев до этого), после чего мать и дочь, прикрыв головы простынями, были вынуждены покинуть свой дом под присмотром полицейских под прикрытием. 
Анонимность, полученная Мэри после освобождения, была действительна и в отношении её ребёнка, но носила временный характер. Согласно изначальным постановлениям, срок её действия был ограничен периодом несовершеннолетия, а значит, после 18-летия девочку должны были исключить из программы. Однако 21 мая 2003 года Белл выиграла дело в Верховном Суде, который постановил аналогично предоставить её дочери пожизненную анонимность.
В январе 2009 года появилось сообщение, что у Белл родилась внучка, аналогично включённая в программу пожизненной анонимности.